# Надлобкова цистостомія

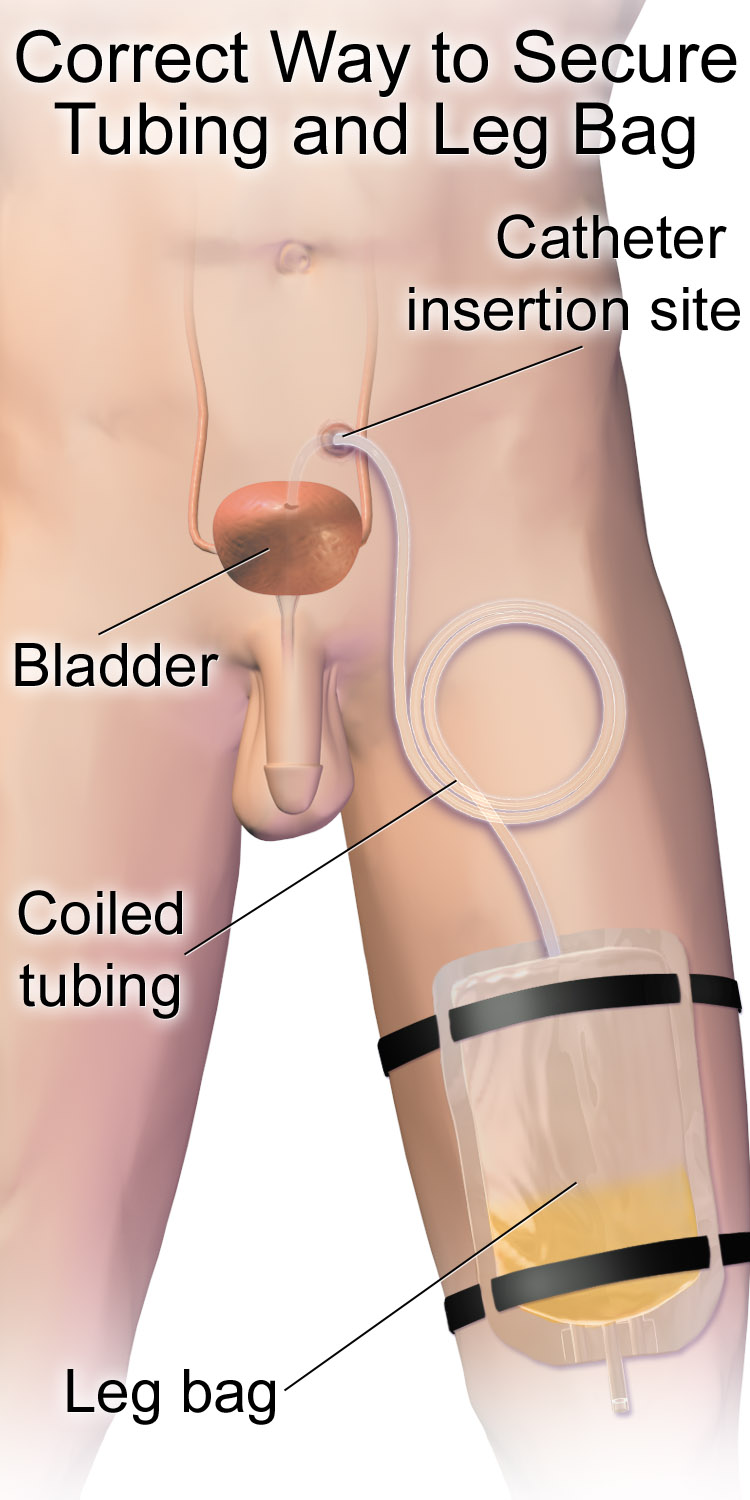
Ілюстрація із зображенням надлобкового катетера на людині

Надлобкова цистостомія (надлонна цистостомія) — це маніпуляція (операція), що виконується для спорожнення сечового міхура (орган, який збирає і утримує сечу). Трубка, що називається катетер, виводиться з нижньої частини живота для зливу рідини з сечового міхура у відповідний герметичний резервуар.

## Причини проведення надлобкової цистостомії
Ця медична процедура виконується, якщо пацієнт не може помочитися і катетер не може бути введений через уретру. Уретра — канал, по якому сеча виходить з сечового міхура. Сеча може не проходити через сечовипускальний канал у зв'язку з такими проблемами:[джерело?]
- важкі стриктури уретри, звуження сечовивідного каналу;
- камінці в нирках
- запалення
- інфекція
- пошкодження
- захворювання передміхурової залози (у чоловіків)
- важкі пацієнти, які не можуть самостійно пересуватись

## Можливі ускладнення при надлобковій цистостомії
Ускладнення зустрічаються рідко, але ніяка процедура не гарантує відсутність ризику. Перед тим, як виконати надлобкову цистостомію, потрібно знати про можливі ускладнення, які можуть включати:
- пошкодження кишечника чи інших оточуючих органів
- необхідність повторних процедур
- інфекція
- кровотеча
- утворення тромбів
- негативна реакція на анестезію

Фактори, що можуть збільшити ризик ускладнень:
- порушення згортання крові чи прийом ліків, що порушують згортання крові
- ожиріння
- куріння
- попередня абдомінальна хірургія
- рак сечового міхура

## Анестезія
Може використовуватися місцева анестезія спільно або без застосування седативних препаратів. Під час процедури не відчувається ніякого болю.

## Опис процедури надлобкової цистостомії
Після застосування анестезії і знеболення області операції лікар буде використовувати ультразвук або інші методи візуалізації для виявлення сечового міхура. Потім він вводить голку через нижню частину живота в сечовий міхур. Спеціальний провід (провідник катетера) буде введений через голку в сечовий міхур, щоб підготувати місце для катетера. Спеціальний катетер по провіднику вставляється в сечовий міхур і прикріплюється в шкірі черевної порожнини. Може використовуватися повітряний балон, щоб утримати катетер на місці. Після цього на розріз, зроблений в шкірі (так звана стома), накладається пов'язка. Операція займає від 10 до 45 хвилин.

## Догляд
Катетер потрібно періодично змінювати та доглядати за ділянкою цистостоми. Виконує це найкраще медична сестра, але родичі та близькі пацієнта теж можуть навчитись робити. Дуже важливим є дотримання елементарних правил асептики та антисептики. Частота зміни катетера залежить від багатьох факторів і в середньому відбувається один раз на 3-7 днів. Можна виконувати як в умовах медичного стаціонару, так і в домашніх умовах при відповідному забезпеченні.